# Хорошилов, Павел Ефремович
Па́вел Ефре́мович Хороши́лов (4 марта 1897, село Нижняя Любовша, Тульская губерния — 12 января 1964, Москва) — советский военачальник, генерал-майор (1943).

## Биография
Павел Ефремович Хорошилов родился 4 марта 1897 года в селе Нижняя Любовша (ныне Верховского района Орловской области.

### Первая мировая и гражданская войны
В 1916 году был призван в ряды Русской императорской армии, после чего служил канониром в составе 1-й запасной артиллерийской бригады, дислоцированной в Москве.
Во время Октябрьской революции в октябре 1917 года командовал артиллерийским взводом в составе 4-й батареи (1-я запасная артиллерийская бригада) на Красной Пресне у Брянского вокзала, в том же месяце вступил в Красную гвардию, в красногвардейский отряд Ливенского уезда, который в феврале 1918 года вошёл в состав РККА. В том же году Хорошилов вступил в ряды РКП(б).
В марте был назначен на должность командира отряда по охране уезда, под командованием Бермана принимал участие в ликвидации вооружённых формирований в городе Ливны, а также в подавлении крестьянских выступлений в Россошанской волости.
В октябре был назначен на должность председателя Политпросветкомиссии и уполномоченного по формированию запасных частей и учреждений (госпиталей) Мценского гарнизона Орловского военного округа. В марте 1919 года был направлен на Восточный фронт, где в апреле был назначен на должность комиссара батальона 4-й стрелковой дивизии, принимал участие в боевых действиях против армии под командованием адмирала А. В. Колчака. В боевых действиях под Уфой был ранен.
В июле был назначен на должность комиссара артиллерии Мценского укреплённого района, а в сентябре — на должность комиссара управления начальника артиллерии Орловской стрелковой дивизии. С августа по декабрь принимал участие в ликвидации восстания на территории Тамбовской губернии.
В январе 1920 года был назначен на должность военкома дивизионного инженера в составе 57-й стрелковой дивизии (Западный фронт), принимал участие в боевых действиях против белополяков. 8 мая попал в плен, однако 13 мая бежал из него, после чего в составе своей дивизии принимал участие в июльских боях по овладению городом Речица. Был ранен и контужен.
В августе был назначен на должность комиссара управления начальника инженеров Мозырской группы 4-й армии. С октября в составе этой же армии принимал участие в боевых действиях против войск под командованием генерала П. Н. Врангеля, действовал в боевых порядках 30-й стрелковой дивизии на Чонгарском полуострове.

### Межвоенное время
После окончания школы военных техников в мае 1921 года Хорошилов был назначен на должность комиссара начальника инженеров Харьковского военного округа, затем — на должность военного комиссара Военно-полевого строительства береговой обороны Северо-Западного сектора Чёрного моря, в январе 1922 года — на должность военкома Одесской губернской военно-инженерной дистанции, а в апреле 1923 года — на должность комиссара Одесско-Очаковского строительства береговых батарей.
После окончания факультета тыла и транспорта Военной академии имени М. В. Фрунзе в августе 1927 года был назначен на должность помощника, затем — на должность заместителя начальника 1-го отдела, а в декабре 1928 года — на должность начальника 1-го отдела и заместителя начальника Военно-строительного управления РККА. Одновременно с октября 1929 по июль 1931 года работал по совместительству на должности преподавателя Тимирязевской сельскохозяйственной академии.
В феврале 1931 года был назначен на должность помощника, а в ноябре — на должность заместителя начальника 6-го управления Штаба РККА, которое отвечало за вопросы ПВО страны и Вооружённых Сил.
В августе 1932 года был назначен на должность помощника начальника Управления ПВО РККА. С декабря 1932 по май 1933 года по совместительству руководил кафедрой тыла и ПВО Военно-инженерной академии РККА. С 1933 года формировал курсы усовершенствования командного состава ПВО в Ленинграде и в июне был назначен на должность начальника и военкома этих курсов.
В июне 1935 года был назначен на должность старшего руководителя кафедры тыла Военной академии имени М. В. Фрунзе, в марте 1936 года — на должность старшего руководителя кафедры ПВО этой же академии, в апреле 1937 года — на должность начальника штаба местной противовоздушной обороны Москвы — заместителя председателя Московского совета по местной противовоздушной обороне.
В апреле 1938 года Павел Ефремович Хорошилов был назначен на должность начальника курсов и руководителя тактического цикла Высших курсов местной противовоздушной обороны Москвы, в сентябре 1939 года — на должность старшего преподавателя тактики ПВО командного факультета Артиллерийской академии имени Ф. Э. Дзержинского, в октябре 1940 года — на должность заместителя командира 7-й отдельной бригады ПВО Западного военного округа, а в мае 1941 года — на должность командующего Гомельским бригадным районом ПВО. С мая по июнь Хорошилов руководил формированием частей района ПВО, организовал оборону от воздушного противника железнодорожных узлов Гомеля, Жлобина, Калинковичей, а также мостов через реки Днепр, Березина, Припять, Сож и других важных объектов в границах района.

### Великая Отечественная война
С началом войны Хорошилов находился на прежней должности. Части под его командованием в ночь с 23 на 24 июня успешно отразили атаки противника на мосты через реку Сож в районе Гомеля.
7 июля был назначен на должность командующего Западной зоной ПВО — заместителя командующего войсками Западного фронта по ПВО, после чего осуществлял руководство организацией ПВО тыловых объектов фронта, переправ через Днепр, а также Смоленска, Вязьмы, Ржева и аэродромов боевой авиации фронта.
В октябре 1941 года по указанию НКО Хорошилов был командирован в Воронеж для организации ПВО главных объектов города, а 18 ноября был назначен на должность командующего Воронежско-Борисоглебского дивизионного района ПВО. До конца 1941 года под руководством Павла Ефремовича Хорошилова была вновь сформирована 3-я дивизия ПВО, вместо прежней, которая понесла потери в районе Киева, а также были сформированы отдельные зенитные артиллерийские дивизионы, зенитно-пулемётный полк, два батальона и десять отдельных взводов. После этого вошедшие в состав района ПВО части усилили оборону Воронежа и Лисков. С 28 июня 1942 года на протяжении двух недель район ПВО под командованием Хорошилова отражал авиации противника, а со 2 июля использовался в борьбе против танков и пехоты противника.
В октябре 1942 года был назначен на должность командующего Архангельского дивизионного района ПВО, который осуществлял прикрытие от нападения противника на союзные транспорты при подходе к базам выгрузки, районам разгрузки и хранения военной техники и имущества, а также их перевозок к местам предназначения.
В ноябре 1943 года был назначен на должность командующего Ростовского корпусного района ПВО, после преобразования которого в апреле 1944 года в 10-й корпус ПВО Хорошилов исполнял должность командира этого корпуса, однако в связи с болезнью в декабре того же года был перемещён вглубь территории страны на должность командира 11-го корпуса ПВО.

### Послевоенная карьера

Могила Хорошилова на Новодевичьем кладбище Москвы.

С октября по декабрь 1945 года Хорошилов находился на излечении в госпитале.
В январе 1946 года был назначен на должность начальника отдела военной подготовки Управления учебных заведений Народного комиссариата угольной промышленности, а в ноябре 1946 года — на должность старшего преподавателя Высшей военной академии имени К. Е. Ворошилова.
Генерал-майор Павел Ефремович Хорошилов в феврале 1949 года вышел в отставку. 
Умер 12 января 1964 года в Москве. Похоронен на Новодевичьем кладбище (6 участок).

## Награды
- Орден Ленина;
- Три ордена Красного Знамени;
- Орден Кутузова 2 степени;
- Орден Отечественной войны 1 степени;
- Медали.